# Sự kiện Moberly–Jourdain

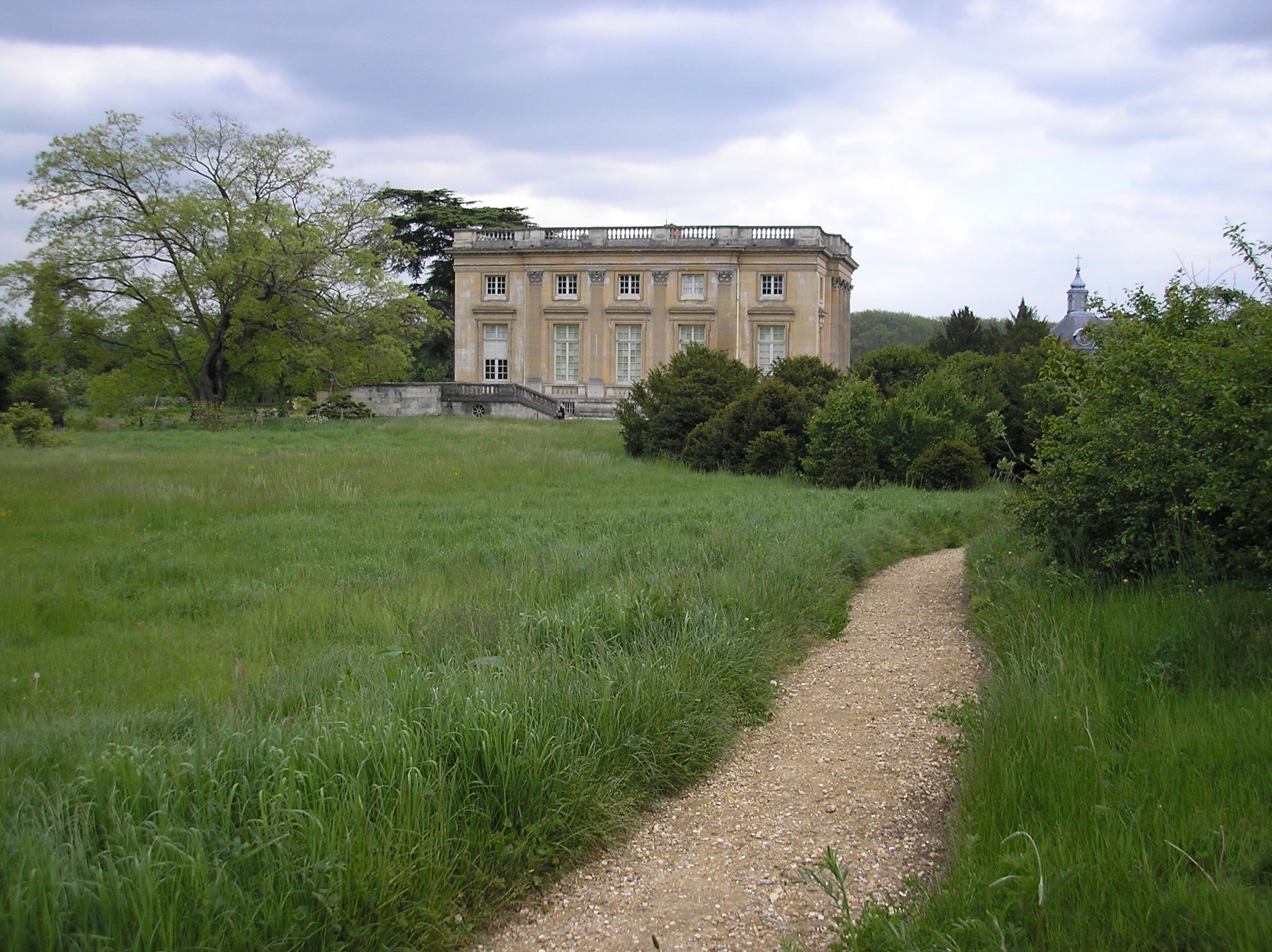
Petit Trianon năm 2005, chụp từ Temple de l'Amour

Sự kiện Moberly–Jourdain, hay những bóng ma điện Petit Trianon, hay những bóng ma lâu đài Versailles (tiếng Pháp: les fantômes du Trianon hoặc les fantômes de Versailles) là sự việc diễn ra ngày 10 tháng 8 năm 1901 trong khu vườn của điện Petit Trianon qua lời kể của 2 nữ viện sĩ Charlotte Anne Moberly (1846–1937) và Eleanor Jourdain (1863–1924).
Cả hai nhân vật chính đều là những người được giáo dục chuyên sâu. Cha của Moberly là một giám mục và một nhà giáo, còn cha của Jourdain là cha xứ. Trong một lần tới thăm lâu đài Versailles, họ tham quan Petit Trianon, một lâu đài nhỏ trong khu vườn, nơi mà họ được trải nghiệm hiện tượng "thời gian trượt" khi họ được gặp vương hậu Maria Antonia của Áo cùng rất nhiều người đương thời khác.
Sau khi nghiên cứu lịch sử của khu vực trên, bên cạnh những ghi chép của chính mình, họ cho công bố những tài liệu của mình trong cuốn sách có tên An Adventure dưới tên Elizabeth Morison và Frances Lamont vào năm 1911. Câu chuyện của họ khiến công chúng choáng váng, song cũng nhận được không ít lời chế nhạo.

## Hoàn cảnh
Moberly, sinh năm 1846, là con thứ 10 trong gia đình có 15 người con. Bà đi theo con đường giáo dục; cha của bà, George Moberly, là một giảng viên tại Đại học Winchester, sau này trở thành giám mục vùng Salisbury. Năm 1886, Moberly là hiệu trưởng đầu tiên của trường nữ sinh St. Hugh ở Oxford. Moberly cần người trợ giúp những công việc quản lý trường, và Jourdain tới trong vai trò trợ lý.
Jourdain, sinh năm 1863, là chị cả trong gia đình có 10 người con. Cha của bà, Reverend Francis Jourdain, là cha xứ vùng Ashbourne ở Derbyshire. Bà chính là chị ruột của nhà nghiên cứu lịch sử nghệ thuật Margaret Jourdain và của nhà toán học Philip Jourdain. Bà theo học tại Manchester, khác với hầu hết những cô gái trẻ đương thời đều chỉ tự học ở nhà.
Jourdain cũng là tác giả của rất nhiều bài giảng mà bà tự biên soạn cho trường (sau sự kiện bà trở thành phó hiệu trưởng trường St. Hugh). Trước khi Jourdain được lựa chọn cho công việc, cả hai đều quyết định cần tìm hiểu nhau rõ hơn: Jourdain có một căn hộ ở Paris để dạy tiếng Anh cho học sinh ở đây, và Moberly quyết định dọn tới ở cùng.

## Sự kiện
Sau nhiều chuyến đi, 2 người phụ nữ quyết định tới thăm lâu đài Versailles, nơi mà cả hai đều chưa từng tới. Ngày 10 tháng 8 năm 1901, họ đi tàu tới Versailles. Họ cũng không có nhiều dự định cho chuyến đi, vậy nên sau khi ngó qua, họ liền đi dạo 1 vòng quanh điện Petit Trianon. Trên đường đi, họ đi qua Grand Trianon và thấy lâu đài này đang đóng cửa với khách du lịch.
Họ đi theo hướng dẫn trong cuốn sách của Baedeker, song họ nhanh chóng bị lạc ngay khi đi qua sảnh chính, Allée des Deux Trianons. Sau khi qua đoạn đường này, họ rẽ vào một lối đi hoàn toàn khác biệt so với lộ trình ban đầu. Moberly nhìn thấy một người phụ nữ mặc đồ trắng đứng khoanh tay bên cửa sổ, còn Jourdain nhìn thấy một trang trại bỏ hoang mà bên cạnh đó có cả một cái cày rất cũ.
Tới lúc này, họ cảm nhận thấy bầu không khí ngột ngạt và thê lương. Họ thấy một vài người có vẻ giống như thợ làm vườn – những người chỉ đường bảo họ cứ đi thẳng tiếp. Moberly sau này miêu tả đó là những người đàn ông "rất nghiêm trang, mặc chiếc quần màu rêu xám cùng những chiếc mũ chóp nhỏ". Jourdain thì để ý tới ngôi nhà nông thôn có một người phụ nữ và một cô bé ngồi ngoài cửa. Người phụ nữ đang cầm chiếc bình hộ cô bé. Jourdain miêu tả đó như một "bức tranh sống" (tableau vivant) như những bức tượng sáp ở Madame Tussauds vậy. Moberly không để ý tới ngôi nhà đó, song cảm nhận rõ ràng không gian thay đổi. Bà viết: "Mọi thứ bỗng chốc không còn tự nhiên, thậm chí khó chịu; ngay cả những cái cây cũng trở nên phẳng lặng và bất động, giống như hình thêu trên những tấm thảm. Không còn chút hiệu ứng nào của ánh sáng và đổ bóng, và cũng không còn cơn gió nào thổi vào tán cây."
Họ cuối cùng cũng đi hết con đường và tới Temple de l'Amour và gặp một người đàn ông ngồi bên đài phun nước với áo choàng và chiếc mũ lớn. Theo Moberly, bộ dạng ông ta "khá gớm guốc... rất kinh tởm. Vẻ ngoài của ông ta là sự hòa trộn của thứ tối tăm và thô lỗ." Jourdain ghi chép "Ông ta chầm chậm quay lại với khuôn mặt chi chít đậu mùa, trong khi nước da thì tối sẫm. Cảm giác thật sự rất xấu, thậm chí chưa từng thấy, và tôi nghĩ tôi không hề biết rằng ông ta nhìn chăm chú chúng tôi. Tôi cảm thấy ghê tởm khi đi qua ông ta." Người đàn ông đó sau này được miêu tả "cao lớn... với đôi mắt đen to và mái tóc xoăn dưới chiếc mũ vành to" đã đi tới và chỉ đường cho họ tới Petit Trianon.
Khi đi qua cây cầu, họ tới khu vườn ngoài lâu đài và Moberly để ý tới một quý cô đang ngồi trên cỏ luôn nhìn họ chăm chú. Bà sau này miêu tả người phụ nữ đó tới từng chi tiết: quý cô này mặc một chiếc váy mùa hè sáng màu, phần lớn khuôn mặt bị che bởi chiếc mũ trắng và tóc của cô ta khá mượt. Moberly ban đầu cho rằng đó là một vị khách du lịch, song bộ váy lại tỏ ra khá lỗi mốt. Moberly cho rằng đó là Maria Antonia của Áo, trong khi Jourdain thì không nhìn thấy cô ta.
Sau đó, họ quay trở lại được lối vào và gặp những khách tham quan khác. Sau khi thăm thú lâu đài, họ dùng trà tại Hotel des Reservoirs trước khi quay lại căn hộ của Jourdain.

## Hậu truyện

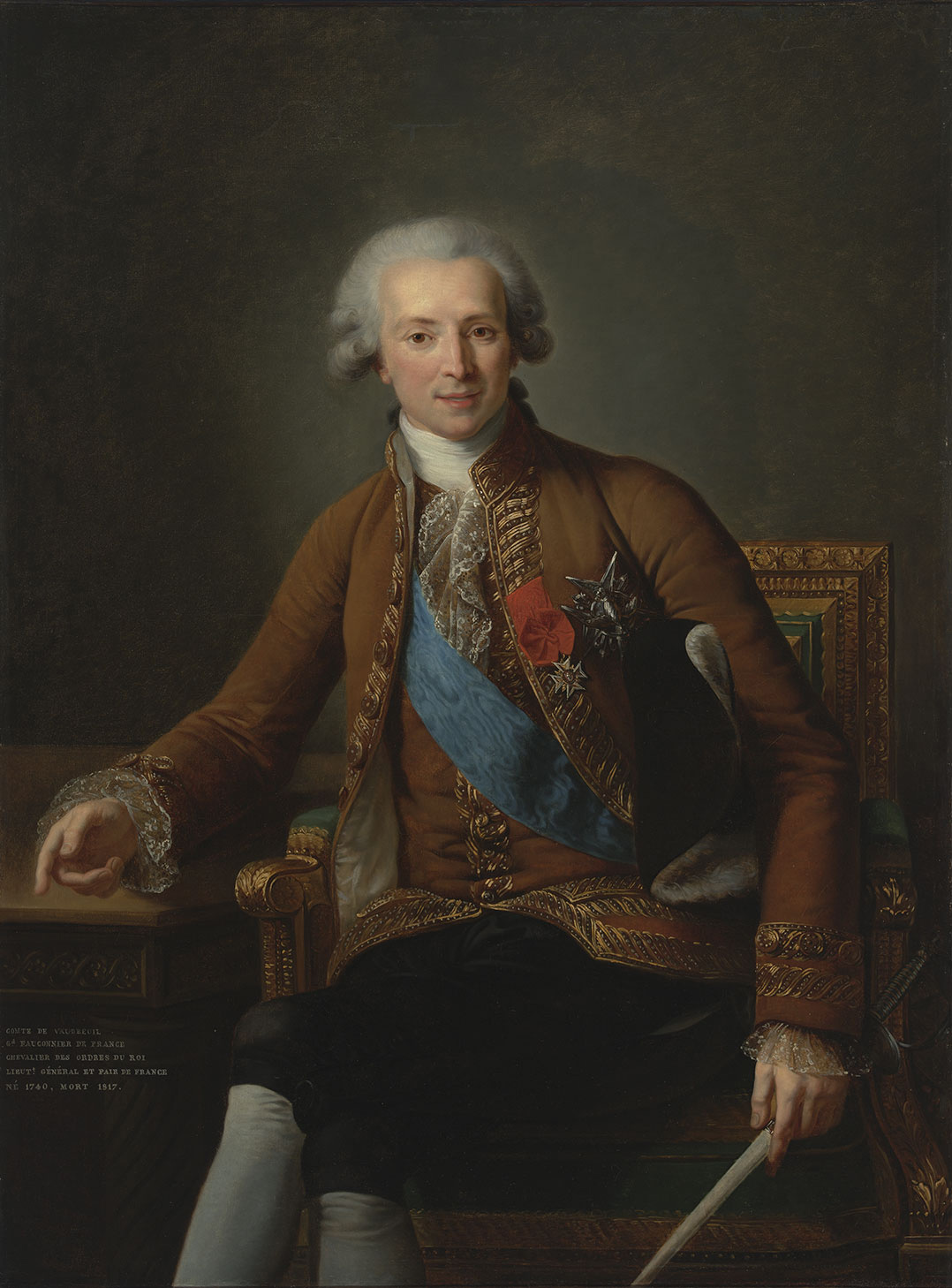
Bá tước de Vaudreuil được cho là người mà Moberly và Jourdain nhìn thấy trong vườn

Sau khi rời Versailles, cả Moberly lẫn Jourdain đều không kể lại sự việc cho bất kể ai suốt tuần sau đó. Moberly viết thư kể lại chuyến đi cho chị gái, và khi kể đến đoạn buổi chiều của chuyến đi, bà quay sang hỏi Jourdain liệu Petit Trianon có phải bị ma ám. Jourdain đồng tình. 3 tháng sau tại Oxford, họ so sánh những ghi chép cá nhân, và quyết định viết lại sự kiện một cách riêng rẽ rồi nghiên cứu lịch sử của Trianon. Họ phát hiện ra ngày 10 tháng 8 năm 1792, cung điện Tuleries có sự kiện đảo chính, đội vệ binh Thụy Sĩ của nhà vua bị thảm sát và chế độ quân chủ bị bãi bỏ 6 tuần sau đó.
Cả hai cùng quay lại khu vườn ở Petit Trianon nhiều lần sau đó, song họ không thể tìm được con đường cũ. Hàng loạt điểm nhấn như đài phun nước hay chiếc cầu đều không tồn tại, trong khi khắp nơi đều có người qua lại. Khi cố gắng lý giải hiện tượng, họ cho rằng mình bị lạc vào một bữa tiệc bí mật nào đó vốn được đặt lịch vào cùng ngày. Tuy nhiên, họ lại thấy rằng không có một sự kiện nào được đặt lịch chiều ngày hôm đó. Trong quá trình tìm hiểu, họ cho rằng người đàn ông mà họ gặp ở đài phun nước là Bá tước de Vaudreuil, một người bạn của Maria Antonia của Áo.
Hoàn toàn bị thuyết phục rằng khu vực đó bị ma ám, họ cho phát hành cuốn sách An Adventure (1911) dưới tên Elizabeth Morison và Frances Lamont. Cuốn sách với nội dung gặp gỡ Maria Antonia của Áo vào năm 1901 đã gây ra nhiều luồng dư luận. Tuy nhiên, nhiều học giả không thực sự quan tâm tới nó khi cho rằng nội dung còn nhiều điều đáng nghi ngờ và mâu thuẫn. Bài đánh giá cuốn sách của Society for Psychical Research cho rằng 2 người phụ nữ đang huyễn hoặc những sự kiện bình thường mà họ chứng kiến. Năm 1903, lần đầu tiên người ta tìm được tấm bản đồ cũ của Petit Trianon với cây cầu vốn chưa từng ai biết tới mà Moberly và Jourdain nói từng đi qua. Danh tính tác giả của An Adventure không được công bố cho tới năm 1931.
Cả hai người phụ nữ đều gặp vô số hiện tượng siêu nhiên trước và sau sự kiện. Moberly kể lại từng nhìn thấy trong bảo tàng Louvre vào năm 1914 bóng dáng của Hoàng đế La Mã Constantine – một người có chiều cao kỳ cục đội chiếc vương miện bằng vàng và áo choàng toga. Không một ai khác nhìn thấy ông. Trong thời kỳ Chiến tranh thế giới thứ nhất, Jourdain – người có cá tính mạnh hơn trong cặp đôi, và cũng là người trở thành hiệu trưởng tiếp theo của trường St. Hugh – cho rằng có gián điệp người Đức hoạt động trong trường. Sau thời gian dài gia tăng kiểm soát, bà đột ngột qua đời vào năm 1924 giữa lúc hàng loạt tai tiếng về cách điều hành cũng như đối xử khiến hàng loạt giáo viên trong trường xin nghỉ việc. Moberly qua đời vào năm 1937.
Câu chuyện sau này được chuyển thể thành bộ phim truyền hình có tên Miss Morison's Ghosts vào năm 1981. BBC cũng dành một chương trình dài 90 phút trên sóng phát thanh để thuật lại sự kiện vào năm 2004 và 2015.

## Giải thích

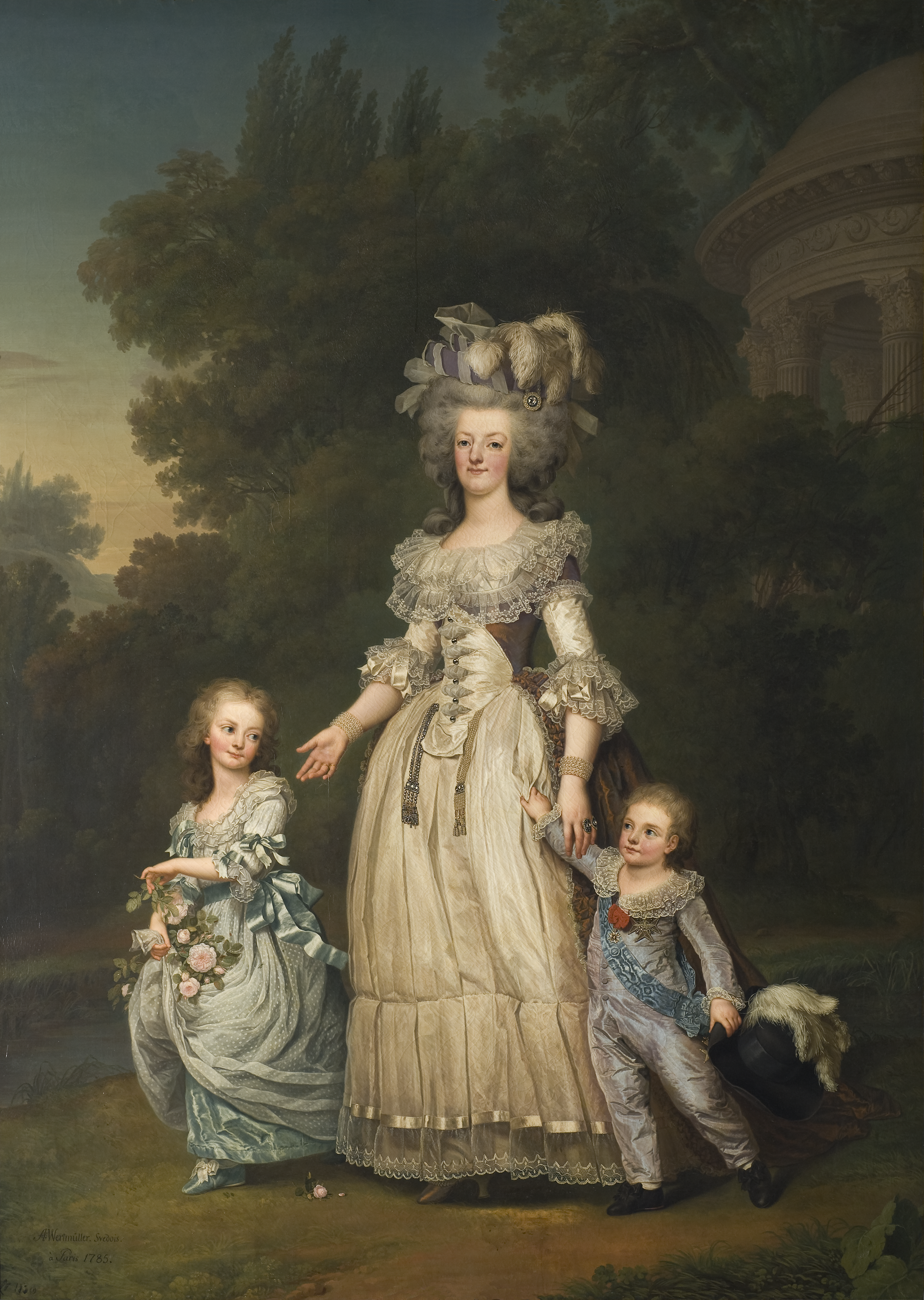
Bức tranh vẽ Hoàng hậu Pháp, Maria Antonia của Áo, của họa sĩ Wertmüller. Hình ảnh người phụ nữ trong vườn mà Moberly nhìn thấy tại Petit Trianon được cho là giống với hình ảnh mà họa sĩ thể hiện

Ngoài những giải thích đơn giản bởi 2 người phụ nữ mà sau này được nhiều nhà nghiên cứu gọi là hiện tượng "thời gian trượt", một vài cách giải thích không mang tính siêu nhiên đã được đưa ra, như theo Philippe Jullian viết trong cuốn tiểu sử năm 1965 về nhà thơ quý tộc người Pháp Robert de Montesquiou. Trong khoảng thời gian Moberly và Jourdain tới vườn Versailles, Montesquiou sống gần đó và thường xuyên tổ chức tiệc với những người bạn cùng nhau mặc quần áo thời xưa và diễn lại cảnh trong những bức tranh nghệ thuật nổi tiếng trước đây. Moberly và Jourdain có lẽ đã lạc vào một bữa tiệc như vậy. Hình ảnh Marie-Antoinette có lẽ chỉ là một người phụ nữ bình thường với bộ váy chiết hông – một hình tượng mà Montesquiou cũng rất ưa thích. Việc lồng ghép những ý tưởng điêu tàn của trường phái avant-garde của Pháp vào lúc đó có lẽ đã tạo nên những cảm giác kỳ quái đối với 2 quý bà trung lưu thời kỳ Edward vốn không biết tới hoạt động này.
Trong bài viết về chuyến phiêu lưu của Moberly–Jourdain và những ảnh hưởng của nó, Terry Castle hoài nghi việc chia sẻ ảo giác folie à deux giữa 2 người đồng tính nữ. Castle kết luận rằng khi mà mọi cách giải thích đều có thể được chấp nhận, căn nguyên của vấn đề có lẽ nằm ở mối quan hệ tâm lý của cặp đôi liên quan tới những vấn đề siêu nhiên của câu chuyện.
Không hoàn toàn ủng hộ cách giải thích liên quan tới Montesqiuou, Michael Coleman phân tích tỉ mỉ câu chuyện, đặc biệt là 2 ấn bản phát hành sớm riêng lẻ của 2 người phụ nữ (1 bản vào tháng 11 năm 1901 và một bản khác được phát hành trước bản tái bản của An Adventure vào năm 1913), và kết luận rằng hầu hết những tài liệu công bố năm 1911 và sau đó, đều có thêm những chi tiết thêu dệt, trong khi những văn bản gốc không hề đề cập tới một chút trải nghiệm nào mang tính siêu nhiên. Ông cũng đặt câu hỏi về tính chính xác và tin cậy của những nghiên cứu, nhấn mạnh rằng chỉ một số ít người đưa tin được nhắc tới, trong khi những tham khảo văn học và lịch sử mà họ sử dụng lại được lấy từ những nguồn không đáng tin cậy.
Brian Dunning từ Skeptoid tìm hiểu nhiều hơn về những bằng chứng và kết luận rằng "Moberly và Jourdain đơn giản chỉ là con người" và họ đều nhầm lẫn. Ông cho rằng trong ấn bản thứ hai của An Adventure, Moberly không hề nhắc tới người phụ nữ trong bức tranh phác họa trong quãng thời gian 3 tháng kể từ chuyến đi Versailles, và cùng lúc đó Jourdain không nhớ tới bất cứ điều gì. Và Moberly cũng không nhớ những gì mà Jourdain nhớ tới. "Chỉ sau rất nhiều tranh luận, trao đổi ghi chép và cả nghiên cứu lịch sử mà sau đó Moberly và Jourdain mới đi tới kết luận về thời kỳ 1789 và đoán ra danh tính của một vài nhân vật mà họ trông thấy, kể cả Maria Antonia của Áo giống như bức tranh vẽ trên vải batit."
Dame Joan Evans, người sở hữu bản quyền của cuốn An Adventure, đồng tình với cách giải thích của Jullian và từ chối mọi hình thức tái bản cuốn sách này. Tuy nhiên, sau khi cuốn sách hết hạn sở hữu trí tuệ độc quyền, một ấn bản khác có tên The Ghosts of Trianon: The Complete 'An Adventure được tái bản vào năm 1988 bởi Thoth Publication và bởi CreateSpace năm 2008 đều ghi tên Moberly và Jourdain là tác giả.